# Inchmurrin
Inchmurrin es una isla ubicada en el Loch Lomond, en Escocia. Es la isla más grande localizada en agua dulce en todas las islas británicas. Forma parte de la línea de falla de Highlands, que se dispone a través del loch.

## Geografía y geología

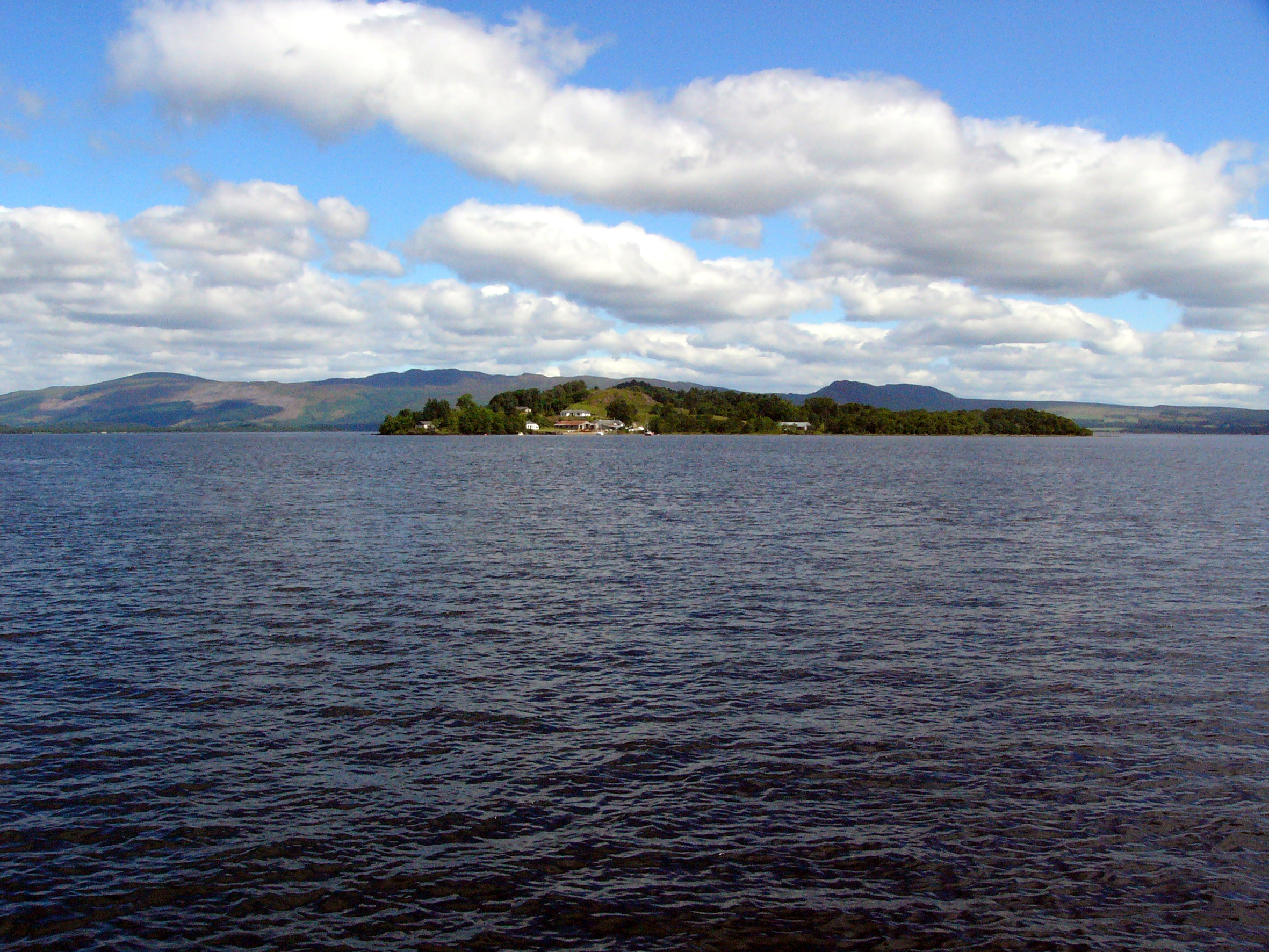
Inchmurrin en el lago Lomond.

Inchmurrin es la mayor y más meridional de las islas de Loch Lomond. Alcanza una altura de 89 metros hacia el norte y es mayormente boscosa. Hay una excelente vista del extremo norte del lago.
Junto con Creinch, Torrinch e Inchcailloch, Inchmurrin forma parte de la falla del límite de las Tierras Altas.